# Deportarea intelectualilor armeni pe 24 aprilie 1915
Deportarea intelectualilor armeni, numită uneori și Duminica roșie (armeană Կարմիր կիրակի Garmir giragi), a fost primul eveniment major din rândul celor cunoscute ca Genocidul Armean. Liderii comunității armene din capitala otomană a Constantinopolului, iar mai târziu și cei din alte locații, au fost arestați și mutați în două centre de detenție de lângă Ankara. Ordinul de a face asta a fost dat de Ministrul de Interne Talaat Pasha pe 24 aprilie 1915. În acea noapte, primul val de între 235 și 270 de intelectuali armeni au fost arestați. În cele din urmă, numărul total de arestări și deportări s-a ridicat la 2,345. Odată cu adoptarea Legii Tehcir pe 29 mai 1915, acești deținuți au fost relocați în cadrul Imperiului Otoman; cei mai mulți dintre ei au fost în cele din urmă uciși. Puțini, printre care Vrtanes Papazian și Komitas, au fost salvați prin intervenție.
Evenimentul a fost descri de istorici drept o lovitură de decapitare⁠(d), care a avut scopul de a priva populația armeană de conducere și posibilitatea de rezistență. Pentru a se comemora victimele Genocidului Armean, 24 aprilie este celebrată ca Ziua Comemorării Genocidului Armean⁠(d). A fost celebrată pentru prima dată în 1919 la aniversarea a patru ani de la evenimentele de la Constantinopol, această dată fiind în general considerată data la care a început genocidul. Genocidul Armean a fost de atunci comemorat anual în aceeași zi, care a devenit sărbătoare națională în Armenia și Republica Karabahul de Munte și este celebrată de diaspora armeană din toată lumea.